# 飓风艾丽西亚
飓风艾丽西亚（英語：Hurricane Alicia）是1972年的飓风艾格尼丝之后造成损失最惨重的北大西洋热带气旋，也是1983年大西洋飓风季的第3个热带低气压、第1场热带风暴和唯一的大型飓风。气旋直接吹袭德克萨斯州的加尔维斯敦和休斯敦，造成21人死亡和高达26亿美元（1983美元，相当于如今的79.5億美元），成为1961年的飓风卡拉之后对德克萨斯州破坏最严重的飓风。此外，艾丽西亚也是德克萨斯州历史上首场造成损失超过10亿美元的热带气旋。